# Plemyria rubiginata
Plemyria rubiginata là một loài bướm đêm thuộc họ Geometridae. Nó được tìm thấy ở khắp châu Âu.

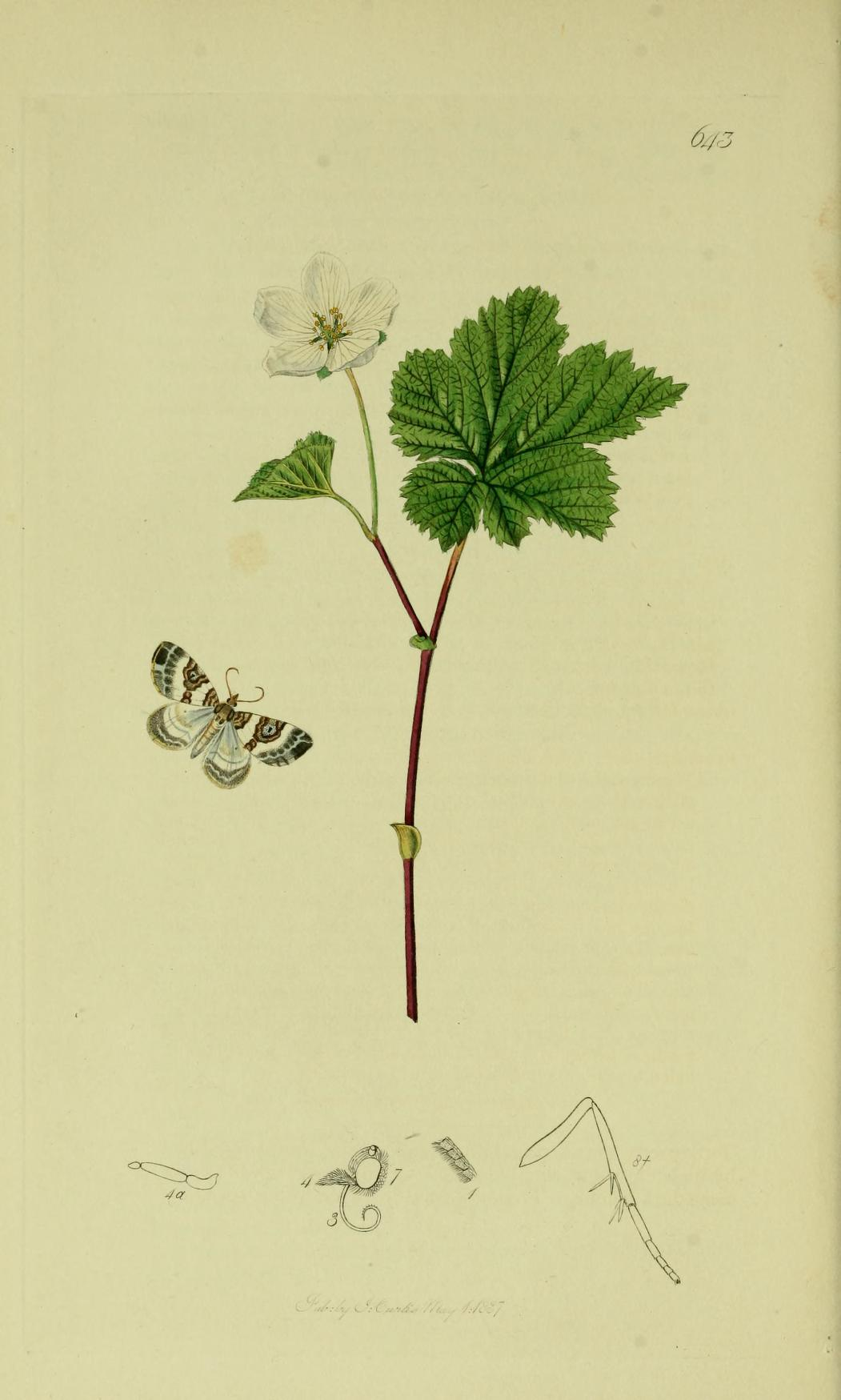
Minh họa từ John Curtis's British Entomology Volume 6

Sải cánh dài 22–28 mm. Con trưởng thành bay từ tháng 6 đến the beginning of tháng 9 .
Ấu trùng ăn nhiều loại cây và bụi khác nhau, bao gồm tống quán sủi và mận gai.

## Hình ảnh

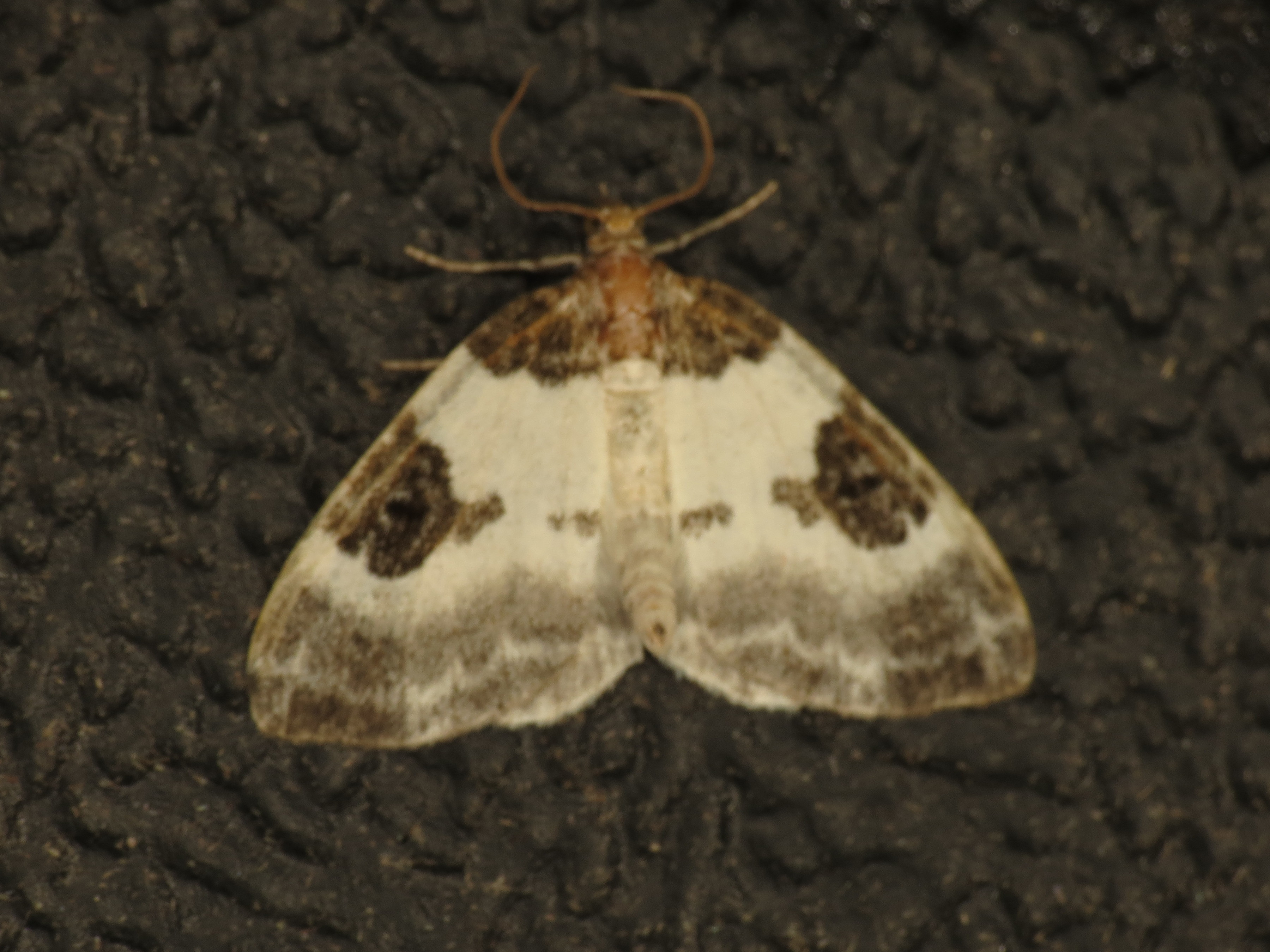
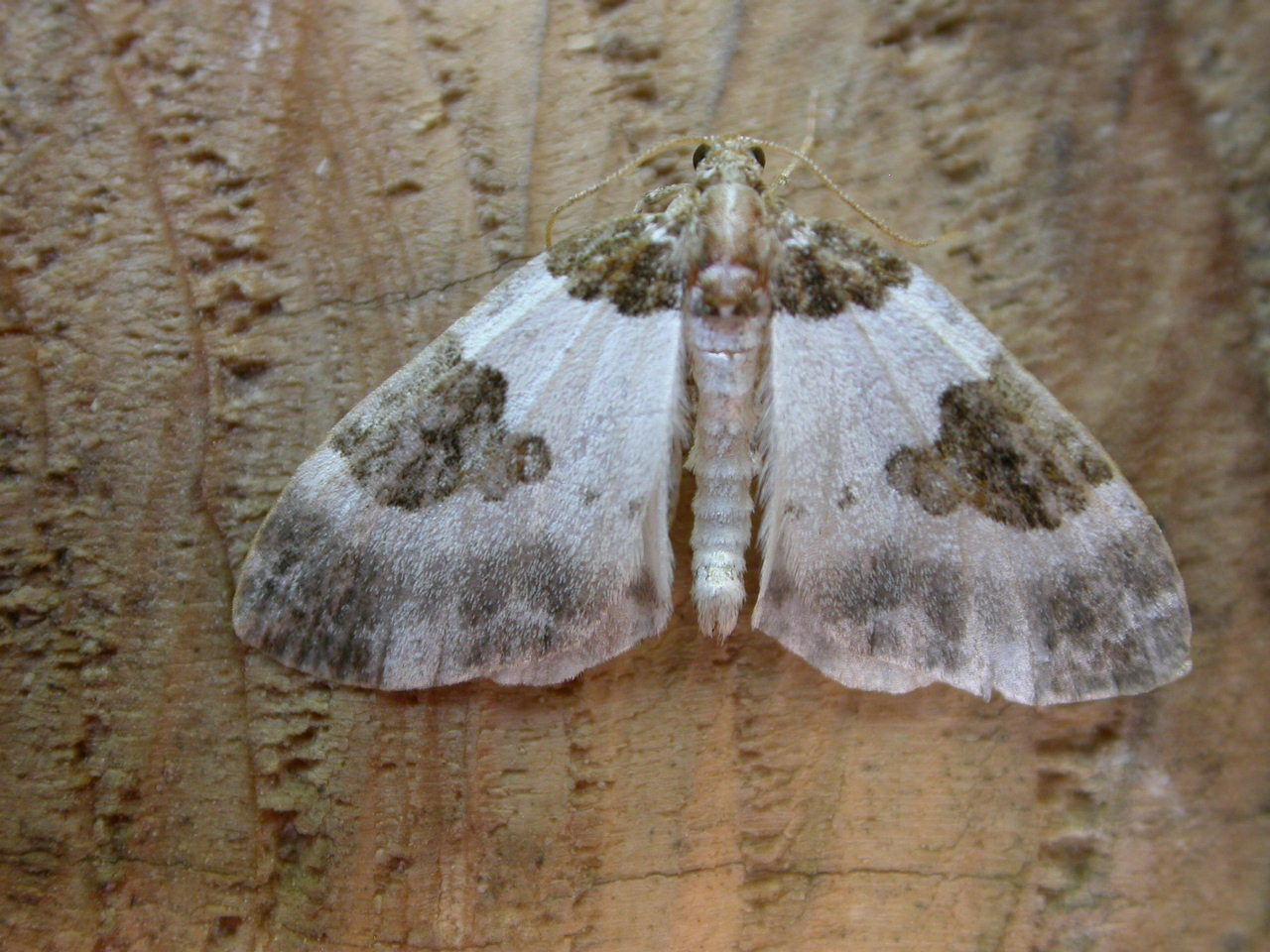
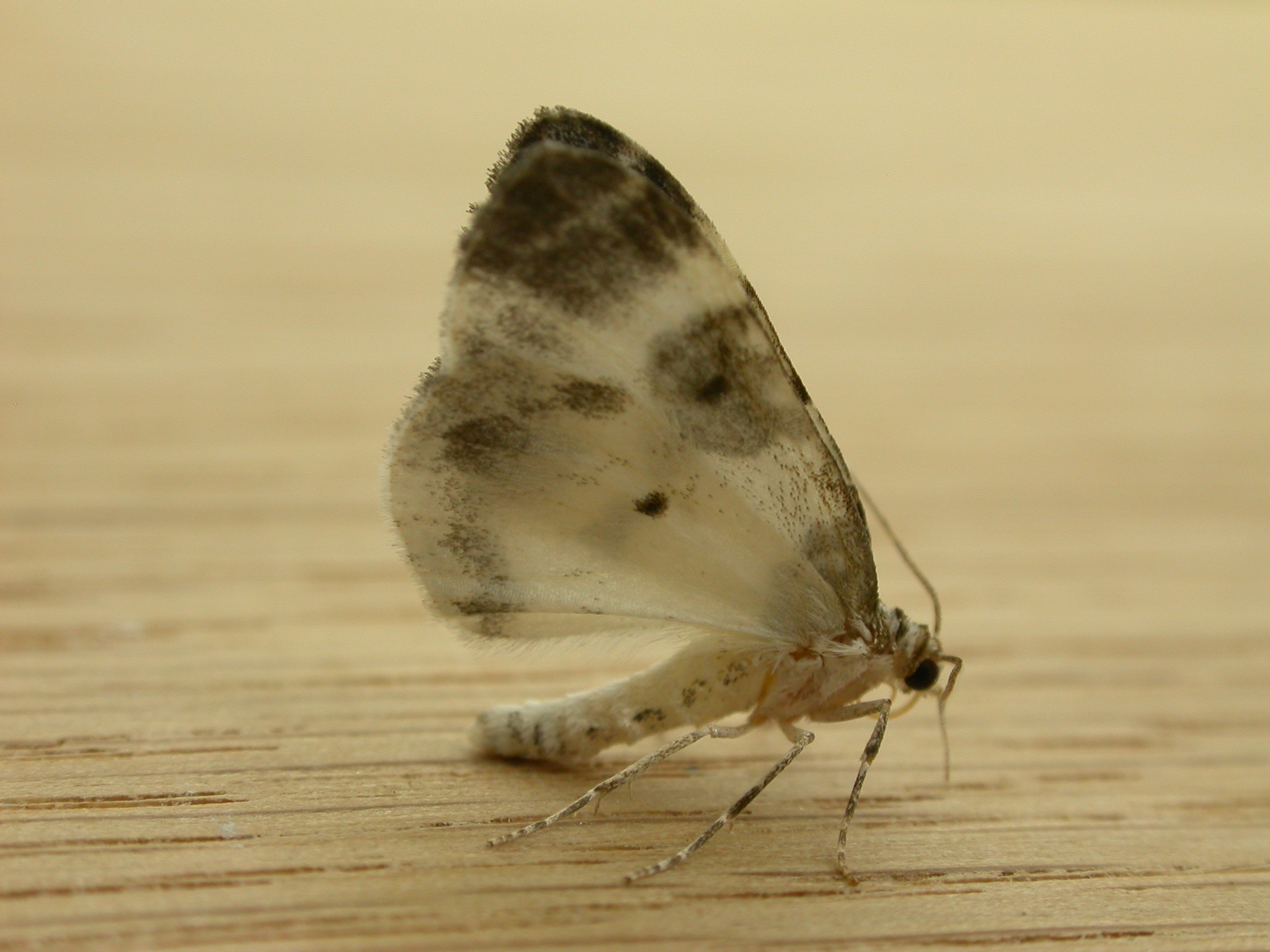
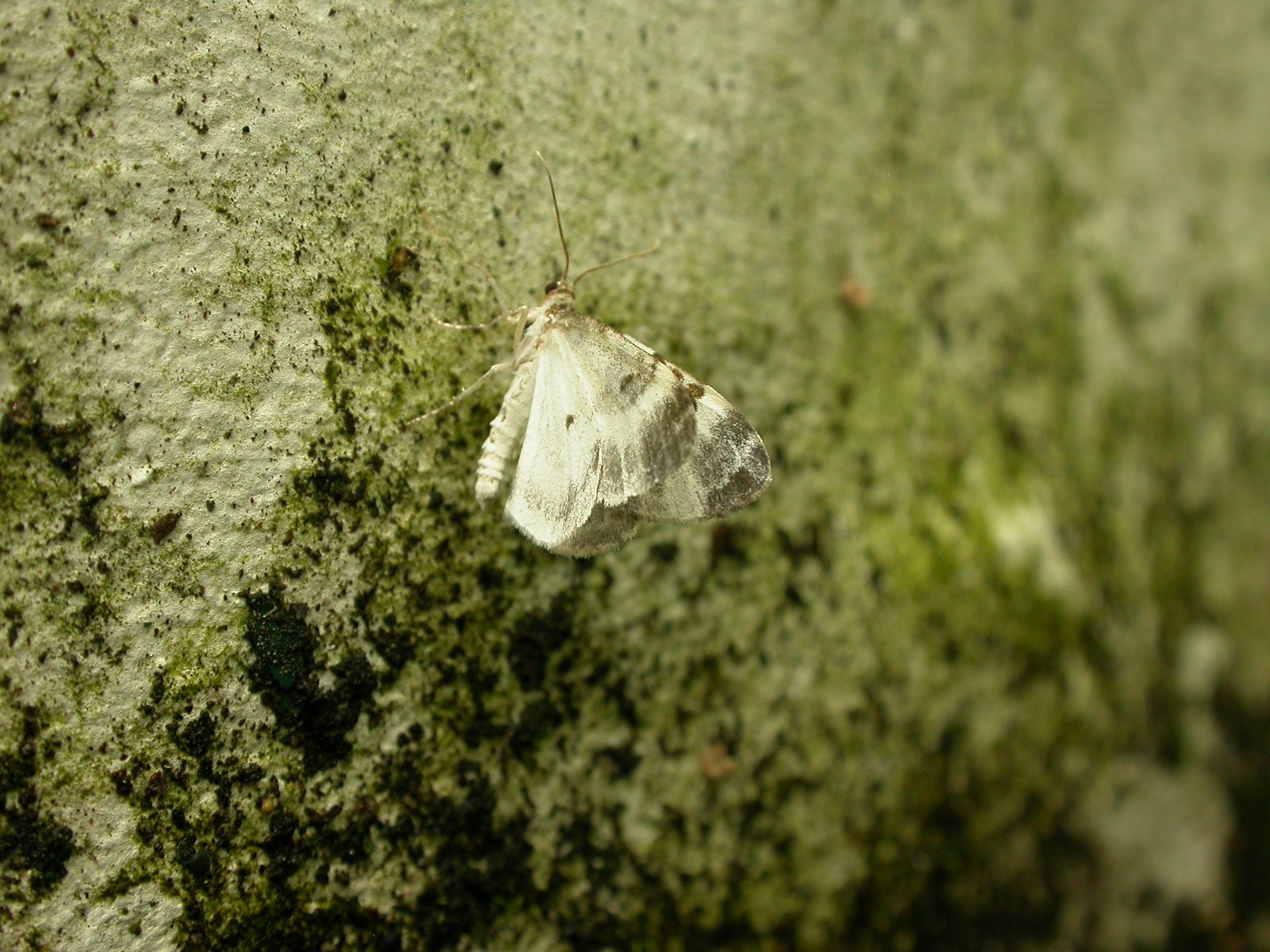